# Smrzavanje
 Ovo je glavno značenje pojma Smrzavanje. Za druga značenja pogledajte Smrzavanje (razdvojba).
Smrzavanje je hlađenje tvari na temperature niže od ledišta (zaleđivanje). Tako se na primjer živežne namirnice izlažu smrzavanju kako bi se postiglo bakteriostatsko djelovanje (konzerviranje).